# Obsjtina Trăn
Obsjtina Trăn (bulgariska: Община Трън) är en kommun i Bulgarien.   Den ligger i regionen Pernik, i den västra delen av landet, 60 km väster om huvudstaden Sofia.
Följande samhällen finns i Obsjtina Trăn:
- Trăn